# Fritz Schmidt (SS-Unterscharführer)
Fritz Schmidt, född 29 november 1906 i Eibau, död 4 februari 1982, var en tysk SS-Unterscharführer. Under andra världskriget var han verksam inom Aktion T4, Nazitysklands så kallade eutanasiprogram, och inom Operation Reinhard, förintelsen av Generalguvernementets judiska befolkning.

## Biografi
I september 1939 inleddes officiellt Nazitysklands så kallade eutanasiprogram Aktion T4, inom vilket psykiskt och fysiskt funktionshindrade personer mördades. År 1940 rekryterades Schmidt som vakt och chaufför vid anstalterna i Sonnenstein och Bernburg. I mitten av 1942 kommenderades Schmidt till förintelselägret Treblinka, där han skötte de dieselmotorer som försåg gaskamrarna med kolmonoxidgas. Förintelselägren Treblinka, Bełżec och Sobibór ingick i Operation Reinhard, nazisternas plan att utplåna Generalguvernementets judiska befolkning. I Treblinka mördades omkring 800 000 människor.
Operation Reinhard avslutades i november 1943 och då kommenderades personalen till Operationszone Adriatisches Küstenland i norra Italien. Inom ramen för Sonderabteilung Einsatz R grep och deporterade man italienska judar samt bekämpade partisaner. Schmidt greps av de allierade i Fristaten Sachsen och blev krigsfånge. I december 1949 dömdes han av en östtysk domstol till nio års fängelse, men han rymde till Västtyskland och undslapp straffet.